# Rebalancing

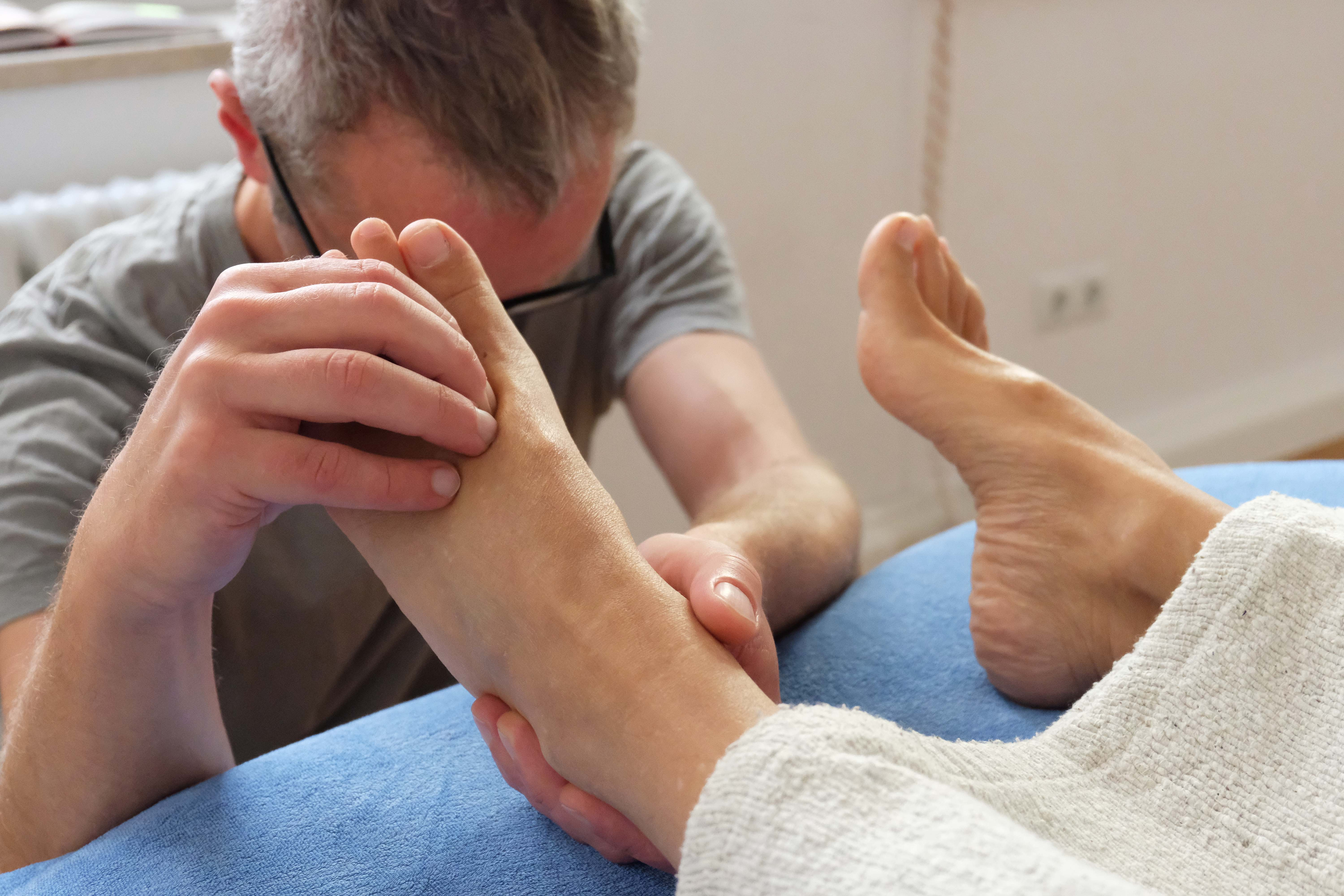
Rebalancing therapeut tijdens de behandeling.

Rebalancing is een alternatieve behandelwijze. Het is een integratie van diverse alternatieve behandelwijzen, waaronder massagetechnieken, personal coaching, emotioneel lichaamswerk, rolfing en alexandertechniek, feldenkrais, tragering, craniosacraaltherapie en bio-energetica. De behandelwijze is ontwikkeld in het 'groei- en meditatiecentrum' van Osho in Poona (India). Voor de werkzaamheid van deze behandeling, of voor een van de behandelingen waarop rebalancing voortbouwt, bestaat geen wetenschappelijk bewijs.
Rebalancing is een behandelwijze die uitgaat van het 'hier en nu'. Er wordt steeds uitgegaan van de vraag: "Wat speelt er nu"? Deze ervaring in het 'nu' wordt ook wel de 'felt sense' of 'gevoelde ervaring' genoemd. Deze vorm van lichaamswerk gaat daarnaast uit van een veronderstelde 'energetische lading' van het lichaam. Daar waar spanning of emotionele stress zich vastzet in het lichaam wordt meer stijfheid of zelfs pijn ervaren. De behandelaar 'voelt' het lichaam middels massage op de aan- of afwezigheid van 'blokkades'. Tijdens de behandeling wordt geprobeerd deze blokkade los te maken. De cliënt ligt tijdens de behandeling op een behandeltafel. 
Rebalancing veronderstelt, net als veel andere alternatieve behandelingen en oosterse massagetechnieken, dat een blokkade in het lichaam veroorzaakt wordt door een onbalans van het zogenoemde energetische lichaam, zoals een emotie. Het werken aan deze onbalans wordt 'emotioneel lichaamswerk' genoemd en vormt een onderdeel van rebalancing. 